# Xujia, Chongqing
Xujia (kinesiska: 徐家) är en köping i sydvästra Kina. Den ligger i häradet Wuxi i storstadsområdet Chongqing, omkring 380 kilometer nordost om det centrala stadsdistriktet Yuzhong. Antalet invånare är 13 461. Befolkningen består av 6 630 kvinnor och 6 831 män. Barn under 15 år utgör 19,0 %, vuxna 15-64 år 70 %, och äldre över 65 år 9,0 %.